# 静岡県道242号浜岡菊川線
静岡県道242号浜岡菊川線（しずおかけんどう242ごう はまおかきくがわせん）は、静岡県御前崎市、菊川市、牧之原市を通る道路（県道）である。

## 概要

### 路線データ
- 陸上距離：14.5km
- 起点：御前崎市池新田（静岡県道37号掛川浜岡線、静岡県道372号大東相良線交点）
- 終点：菊川市沢水加（国道473号交点）※実際の終点は牧之原市東萩間

## 重複区間
- 静岡県道69号相良大須賀線（御前崎市新野原 - 御前崎市上朝比奈・新野原交差点）
- 静岡県道37号掛川浜岡線（御前崎市池新田・中町交差点 - 御前崎市池新田・苗代橋南交差点）

## 通過する自治体
- 静岡県
  - 御前崎市 - 菊川市 - 牧之原市

## 接続路線
- 国道473号
- 静岡県道244号大東菊川線
- 静岡県道69号相良大須賀線
- 静岡県道372号大東相良線
- 静岡県道37号掛川浜岡線